# Aston Villa F.C.
Aston Villa Football Club er en engelsk fodboldklub med hjemsted i bydelen Aston i Birmingham. Klubben spiller i den bedste engelske række, Premier League. Klubben blev grundlagt i 1874 og har siden 1894 spillet sine hjemmekampe på Villa Park.  Aston Villa var en af stifterne af den engelske fodboldturnering i 1888, og af Premier League i 1992.
Klubben bliver også kaldt for The Villans

## Historien
Klubben blev stiftet i 1874 af Jack Hughes, Frederick Matthews, Walter Price og William Scattergood. Klubben er dermed en af Englands ældste. Den første kamp var mod Aston Brook St. Mary's; Aston Villa vandt 1-0 på mål af Jack Hughes. I 1876 fik Aston Villa sin egen hjemmebane, da man for en 3-årig periode lejede Perry Barr.
I 1881 vandt klubben sin første pokal; Staffordshire Cup, og i både 1883 og 1884 nåede man kvartfinalerne i FA Cup'en. I 1887 vandt man for første gang turneringen efter en 2-0 sejr over West Bromwich Albion på The Oval. Efter blot 13 års levetid var Aston Villa allerede en af Englands største klubber.
I 1888 var Aston Villa, anført af direktør William McGregor, med til at stifte "The Football League", der eksisterede helt frem til 1992, hvor Premier League tog over.
Den 8. september 1888 debuterede Aston Villa i den nye liga i en 1-1 kamp mod Wolverhampton. Tom Green scorede klubbens første ligamål, og Villa sluttede på 2. pladsen efter Preston i den nye ligas åbningssæson. I 1893/94-sæsonen blev Villa for første gang engelske mestre, og året efter vandt man for anden gang FA Cup'en.
I 1895/96 vandt Villa for anden gang på tre år det engelske mesterskab, mens man den efterfølgende sæson for første gang vandt The Double – både mesterskab og pokalturneringen. Det var også i denne sæson, hjemmebanen på Perry Barr blev udskiftet med Aston Lower Ground, der senere skiftede navn til Villa Park. Efter en enkelt sæson uden pokaler vandt Villa to mesterskaber i træk, men efterhånden blev hullet mellem klubben og dens konkurrenter mindre og mindre. Man savnede i den grad fornyelse, og i 1900/01 sæsonen sluttede holdet fjerdesidst.
Et rekordstort publikum på 101.117 tilskuere overværede FA Cup finalen i 1905, hvor Villa igen fik succes, da Newcastle blev besejret med 2-0. Inden triumfen, var gået fem sæsoner uden pokaler, og efterfølgende gik der fire sæsoner, hvor Villa igen måtte se andre løbe med mesterskab og FA Cup. Men efter ti år uden et engelsk mesterskab skete det igen i 1909/10 sæsonen, hvor Villa var helt suveræne og bl.a. vandt 7-1 over Manchester United. Det sjette mesterskab blev sikret med en 3-2 sejr over Notts County. I 1911 blev Villa herre i eget hus, da man købte hjemmebanen Villa Park.
I 1913 vandt Villa FA Cup'en for femte gang, og fansene håbede på, det var begyndelsen til en ny gylden periode. Dette håb blev dog knust, da 1. verdenskrig brød ud. Men da der igen blev spillet fodbold fra 1919/20 sæsonen, sluttede Villa sæsonen af med deres sjette FA Cup triumf, da holdet vandt 1-0 på Stamford Bridge over Huddersfield Town.
Herefter fulgte en meget lang periode uden succes, selvom ledelsen forsøgte sig med mange indkøb af nye spillere – bl.a. Tom "Pongo" Waring, som i 1930/31 sæsonen scorede 49 ligamål, hvilket fortsat er klubrekord. I sommeren 1936 indtraf en tragedie, da flere års nedtur endte med nedrykning til 2. division. To år senere vandt manager Jimmy Hogans hold den næstbedste række og vendte tilbage til 1. division, men så fulgte en ny periode uden fodbold, da 2. verdenskrig brød ud.
Efter syv sæsoner uden fodbold blev ligaen genoptaget i august 1946. Forskellige managere og et hav af spillere kom og gik de næste mange år, men Aston Villa nåede aldrig helt til tops. I september 1953 blev en af klubbens mest populære spillere, Eric Houghton, ansat som ny manager, og efter nogle år havde han skabt et godt hold, og i 1957 vandt Aston Villa for syvende og foreløbig sidste gang FA Cup'en.
Det blev dog ikke begyndelsen på en ny succesfuld tid, og i 1959 rykkede Villa igen ned i 2. division. Allerede året efter rykkede holdet op igen og nåede samtidig semifinalerne i FA Cup'en, hvor man dog blev slået af bysbørnene Wolverhampton. I 1961 vandt Villa for første gang den nyligt oprettede Liga Cup, da man over to kampe vandt 3-2 over Rotherham United. Det var med et meget ungt hold, Villa vandt sin første Liga Cup, så fremtiden så lys ud, men igen skuffede holdet, og efter nogle års nedtur rykkede man i 1967 endnu en gang ud af den bedste engelske række.
Denne gang kom holdet ikke tilbage i første forsøg, og da det samtidig gik rigtig skidt med økonomien, gik hele klubbens bestyrelse af i november 1968. En ny bestyrelse under ledelse af Doug Ellis blev valgt, og de havde nok at se til. De ansatte Tommy Docherty som ny manager, og han fik holdet til at spille noget flot fodbold, så tilskuerne igen begyndte at komme på Villa Park. Det hjalp dog ikke holdet meget, og i 1970 fortsatte nedturen med klubbens første nedrykning nogensinde til 3. division. Det blev til to år i rækken, før Villa i sommeren 1972 vandt 3. division med Vic Crowe som manager. Det var lige ved at blive til endnu en oprykning sæsonen efter, men Villa måtte nøjes med en 3. plads i 2. division, og dengang rykkede kun de to bedste op.
Ron Saunders blev ansat som ny manager, og i sæsonen 1973/74 førte han Villa tilbage i 1. divison, mens han året efter stod i spidsen for det hold, der for anden gang i klubbens historie vandt Liga Cup'en. Det skete med en 1-0 sejr på Wembley over Norwich City; Ray Graydon scorede finalens enlige mål. Sejren i Liga Cup'en betød, Villa for første gang havde kvalificeret sig til UEFA Cup'en, men det blev ikke nogen succes, da holdet i første runde tabte 5-1 til Antwerpen.
I 1977 vandt holdet endnu en gang Liga Cup'en – denne gang med en 3-2 sejr over Everton. Og den efterfølgende deltagelse i UEFA Cup'en gik bedre end to år før; holdet nåede kvartfinalen, hvor de over to kampe tabte 3-4 til FC Barcelona. Hjemme i England gik det dog ikke ret godt, og manager Ron Saunders gik derfor i gang med at opbygge et nyt hold med spillere som Allan Evans, Ken McNaught, Kenny Swain, Des Bremner, Dennis Mortimer, Gordon Cowans, Tony Morley og Gary Shaw. Og da man i sommeren 1980 hentede Peter Withe til klubben, var holdet komplet.
I efteråret 1980 spillede man 12 kampe i træk uden nederlag, og sæsonen sluttede med, Villa for første gang i 71 år vandt det engelske mesterskab. Samtidig kvalificerede holdet sig til Europa Cup'en for Mesterhold, hvor holdet i de to første runder besejrede Valur og Dynamo Berlin. Det gik dog ikke godt i den engelske 1. division, så i februar 1982 sagde Ron Saunders op som manager, og hans assistent Tony Barton tog over. Han fik holdet til at præstere bedre i ligaen, og da man samtidig besejrede Dynamo Kiev og Anderlecht i Europa Cup'en, var holdet nået til finalen, hvor man i Rotterdam skulle møde Bayern München. Efter bare ti minutter måtte målmand Jimmy Rimmer lade sig udskifte med den unge Nigel Spink pga. en skade, men Spink stod sit livs kamp, og Peter Withe scorede finalens eneste mål, så Villa vandt 1-0.
Året efter vandt Villa også den europæiske Super Cup, men det gik fortsat ikke alt for godt hjemme i England. Doug Ellis, som syv år tidligere var stoppet som bestyrelsesformand, vendte tilbage igen og fortalte kort efter offentligheden, at Villa havde en gæld på omkring £2 millioner. I 1987 rykkede Villa endnu en gang ud af den bedste række, men manager Graham Taylor fik sammensat et godt hold, der via en 2. plads hurtigt rykkede op igen. Efter et års konsolidering i 1. division begyndte Graham Taylor at se fremad og hentede bl.a. de to forsvarsspillere Kent Nielsen og Paul McGrath til klubben. Sammen med deres holdkammerater havde de i 1989/90 en super sæson, hvor Villa sluttede som nr. 2 lige efter Liverpool.
Det førte til, at det engelske landshold sendte bud efter Villas manager, og Graham Tayor blev i sommeren 1990 ny engelsk landstræner. Tjekken Jozef Venglos blev ny manager i Villa, men det var ingen succes, og han blev hurtigt afløst af Ron Atkinson. Han købte og solgte rigtig mange spillere og skabte bl.a. angrebsduoen Dalian Atkinson og Dean Saunders, som var medvirkede til, at holdet i 1994 for fjerde gang vandt Liga Cup'en.
To år senere hentede Aston Villa endnu en triumf i den "lille" pokalturnering i England, da holdet med bl.a. Gareth Southgate, Ugo Ehiogu, Mark Draper og Savo Milosevic vandt 3-0 over Leeds foran 77.065 på Wembley.
Siden pokaltriumfen i 1996 har Villa ikke vundet nogle pokaler, mens skiftende managere og spillere er kommet til og har forladt klubben igen. I sæsonen 2003/04 var det dog meget tæt på, Villa igen kvalificerede sig til europæisk fodbold, men holdet måtte nøjes med en 6. plads, og det var kun pga. målscoreren, holdet ikke nåede den vigtige 5. plads, der havde givet en plads i UEFA Cup'en. Sæsonen var den første med David O'Leary som manager, og to år efter blev han fyret som manager, efter holdet var sluttet på en 16. plads. Holdets til dato dårligste placering i Premier League.
I august 2006 tog Martin O'Neill over som ny manager, og selvom han ikke havde lang tid at arbejde med holdet, før sæsonen begyndte, lykkedes det ham at vende den negativitet, der havde præget holdet hele den foregående sæson.
Klubbens nuværende ejer og bestyrelsesformand er amerikaneren Randolph Lerner, som overtog posten den 19. september 2006 efter at have opkøbt 90% af aktiekapitalen. Efterfølgende benyttede han sig af sin ret til at opkøbe de resterende aktier, så amerikaneren i dag ejer klubben 100%. De øvrige bestyrelsesmedlemmer i Aston Villa er Charles C. Krulak, Bob Kain og Michael Martin.[kilde mangler]
Klubben har vundet følgende titler:
- Europa Cup for Mesterhold: 1982
- Europæisk Super Cup: 1983
- UEFA InterToto Cup: 2001
- Engelske mestre: 1893/94, 1895/96, 1896/97, 1898/99, 1899/1900, 1909/10, 1980/81
- FA Cup: 1887, 1895, 1897, 1905, 1913, 1920, 1957
- Liga Cup: 1961, 1975, 1977, 1994, 1996

## Nuværende spillertrup
Oversigten er opdateret til og med 3. februar 2025.| Nr. | Land     | Position | Spiller                                      |
| --- | -------- | -------- | -------------------------------------------- |
| 2   | Polen    | FO       | Matty Cash                                   |
| 3   | Frankrig | FO       | Axel Disasi (Lånt fra Chelsea)               |
| 4   | England  | FO       | Ezri Konsa                                   |
| 5   | England  | FO       | Tyrone Mings                                 |
| 6   | England  | MI       | Ross Barkley                                 |
| 7   | Skotland | MI       | John McGinn (Anfører)                        |
| 8   | Belgien  | MI       | Youri Tielemans                              |
| 9   | England  | AN       | Marcus Rashford (Lånt fra Manchester United) |
| 11  | England  | AN       | Ollie Watkins                                |
| 12  | Frankrig | FO       | Lucas Digne                                  |
| 14  | Spanien  | FO       | Pau Torres                                   |
| 16  | Spanien  | FO       | Andrés García                                |
| 17  | Holland  | AN       | Donyell Malen                                |

| Nr. | Land      | Position | Spiller                      |
| --- | --------- | -------- | ---------------------------- |
| 21  | Spanien   | AN       | Marco Asensio (Lånt fra PSG) |
| 22  | Holland   | FO       | Ian Maatsen                  |
| 23  | Argentina | MM       | Emiliano Martínez            |
| 24  | Belgien   | MI       | Amadou Onana                 |
| 25  | Sverige   | MM       | Robin Olsen                  |
| 26  | Holland   | MI       | Lamare Bogarde               |
| 27  | England   | AN       | Morgan Rogers                |
| 30  | England   | FO       | Kortney Hause                |
| 31  | Jamaica   | AN       | Leon Bailey                  |
| 41  | England   | MI       | Jacob Ramsey                 |
| 44  | Frankrig  | MI       | Boubacar Kamara              |
| 48  | Polen     | MM       | Oliwier Zych                 |

### Udlejet
| Nr. | Land      | Position | Spiller                                             |
| --- | --------- | -------- | --------------------------------------------------- |
| 3   | England   | FO       | Matt Targett (Udlånt til Newcastle United)          |
| 9   | Brasilien | AN       | Wesley (Udlånt til Internacional)                   |
| 12  | England   | MM       | Jed Steer (Udlånt til Luton Town)                   |
| 14  | Irland    | MI       | Conor Hourihane (Udlånt til Sheffield United)       |
| 17  | Egypten   | MI       | Trézéguet (Udlånt til İstanbul Başakşehir)          |
| 21  | Holland   | AN       | Anwar El Ghazi (Udlånt til Everton)                 |
| 24  | Frankrig  | FO       | Frédéric Guilbert (Udlånt til Strasbourg)           |
| 28  | Kroatien  | MM       | Lovre Kalinić (Udlånt til Hajduk Split)             |
| 29  | England   | FO       | Kaine Kesler Hayden (Udlånt til Milton Keynes Dons) |
| 32  | England   | MI       | Jaden Philogene-Bidace (Udlånt til Stoke City)      |
| 34  | Irland    | AN       | Tyreik Wright (Udlånt til Colchester United)        |

| Nr. | Land    | Position | Spiller                                     |
| --- | ------- | -------- | ------------------------------------------- |
| 35  | England | AN       | Cameron Archer (Udlånt til Preston NE)      |
| 39  | England | AN       | Keinan Davis (Udlånt til Nottingham Forest) |
| 40  | England | MI       | Aaron Ramsey (Udlånt til Cheltenham Town)   |
| 42  | England | MI       | Arjan Raikhy (Udlånt til Grimsby Town)      |
| 44  | England | MM       | Filip Marschall (Udlånt til Gateshead)      |
| 46  | England | AN       | Caleb Chukwuemeka (Udlånt til Livingston)   |
| —   | Ungarn  | MM       | Ákos Onódi (Udlånt til Bromsgrove Sporting) |
| —   | England | FO       | Sebastian Revan (Udlånt til Hereford)       |
| —   | England | MI       | Finn Azaz (Udlånt til Newport County)       |
| —   | England | AN       | Louie Barry (Udlånt til Swindon Town)       |
| —   | USA     | AN       | Indiana Vassilev (Udlånt til Inter Miami)   |

## Danske spillere
- Kurt Bakholt (lejet i Vejle BK i 1985/86), 0 kampe
- Kent Nielsen (juli 1989 – februar 1992), 102 kampe, 5 mål
- Henrik Larsen (lejet i Pisa SC i 1992/93), 13 kampe på reserveholdet, 1 mål
- Peter Schmeichel (juli 2001 – juli 2002), 36 kampe, 1 mål
- Thomas Guldborg Christensen (på prøvetræning fra AB i marts 2002), 1 kamp på U/19 holdet
- Casper Bjerrum Abildgaard (på prøvetræning fra AB i marts 2002), 0 kampe
- Magnus Troest (juli 2003 – maj 2005), 7 kampe på reserveholdet og 48 kampe på U/17 og U/19 holdene, 8 mål
- Thomas Sørensen (august 2003 – maj 2008), 158 kampe
- Martin Laursen (maj 2004 – maj 2009), 91 kampe, 11 mål
- Jores Okore (juni 2013 – august 2016)
- Nicklas Helenius (juni 2013 – juli 2015), 6 kampe, 1 mål